# Comunismo primitivo
Per comunismo primitivo, comunità primitiva, o modo di produzione primitivo, si intende, nella teoria marxista e in antropologia, una fase di sviluppo socio-economica tipica della società preindustriale caratterizzata da un basso livello di forze produttive, dalla proprietà collettiva dei mezzi di produzione (terra e strumenti di lavoro rudimentali fatti di pietra, legno o di osso) e dall'equa distribuzione dei beni. È il primo dei modi di produzione che Marx definì come stadi di evoluzione della storia economica o modi di produzione, nella teoria del materialismo storico, ideata assieme a Friedrich Engels. La divisione del lavoro avviene solo secondo l'età e il sesso, il che significa che i bambini e le donne eseguono lavori a cui sono idonei. Nella teoria del matriarcato (oggi messa in discussione dall'antropologia moderna) in questo tipo di società l'autorità è rappresentata dalle donne più anziane, mentre il patriarcato sarebbe uno sviluppo successivo. Lo stesso vale per la pratica della poliandria, con partner sessuali multipli per ogni donna.
Secondo Lewis Henry Morgan ed Engels i tipi di famiglia che sono stati individuati sono:
- la famiglia consanguinea, in cui il matrimonio avveniva tra fratelli e sorelle. Tutti i membri della stessa generazione potevano sposarsi o unirsi tra di loro, ma era vietato farlo con un membro della generazione precedente (genitori, zii) o successivi (figli, nipoti).
- la famiglia punalua, in cui vigeva il divieto di matrimonio tra fratelli e sorelle.
- la famiglia sindiasmiana, nella quale le coppie nascevano e si scioglievano spontaneamente.

Per Engels vi sono due fasi di comunismo primitivo:
- la fase "selvaggia" vera e propria, priva di qualsivoglia sovrastruttura permanente e con un legame strettissimo al mondo naturale, come si riscontra in alcune popolazioni aborigene delle foreste.
- la fase barbara, come quella delle popolazioni della Germania antica oltre i confini dell'Impero Romano e degli indiani del Nord America prima dell'invasione degli europei.

## Sviluppo dell'idea

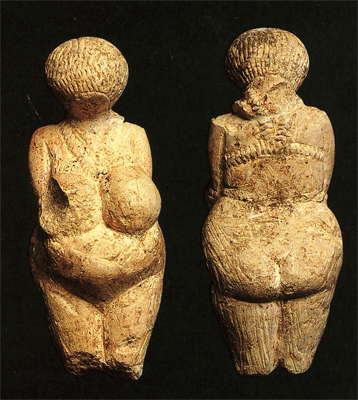
Figurina di Venere trovata nel complesso archeologico di Kostyonki-Borshchyovo, Russia

L'idea originaria del comunismo primitivo è radicata nell'idea del buon selvaggio presente nelle opere di Jean-Jacques Rousseau e nei primi lavori antropologici di Morgan ed Ely S. Parker. Engels fu il primo a scrivere dettagliatamente del comunismo primitivo, con la pubblicazione nel 1884 de L'origine della famiglia, della proprietà privata e dello Stato. Engels classificò le società comuniste primitive in due fasi: la fase "selvaggia" (cacciatori-raccoglitori) che mancava di sovrastrutture permanenti e aveva stretti rapporti con il mondo naturale, e la fase "barbarica" che ha mantenuto una sovrastruttura come quella delle antiche popolazioni germaniche oltre i confini dell'Impero Romano e dei popoli indigeni del Nord America prima della colonizzazione da parte degli europei, essendo intra-comunitariamente egualitaria e matrilineare all'interno della comunità.
Marx ed Engels usarono il termine in modo più ampio rispetto ai marxisti in seguito, e lo applicarono non solo ai cacciatori-raccoglitori ma anche ad alcune comunità che si dedicavano all'agricoltura di sussistenza. Inoltre, non c'è accordo tra gli studiosi successivi, inclusi i marxisti, sull'estensione storica, o longevità, del comunismo primitivo. Marx ed Engels hanno anche notato come l'accumulazione capitalista si sia agganciata alle organizzazioni sociali del comunismo primitivo. Ha aggiunto che casi come le Indie orientali olandesi, l'India britannica e l'Impero russo hanno mostrato "come oggi il comunismo primitivo fornisca... la base più fine e più ampia dello sfruttamento".
Gli anarchici, tra cui Peter Kropotkin ed Élisée Reclus, credevano che le società che esemplificavano il comunismo primitivo fossero anche esempi di società anarchica prima dell'industrializzazione. Un esempio di ciò è il lavoro antropologico di Kropotkin sull'anarchismo e le economie del dono, Mutual Aid: A Factor of Evolution, che utilizza uno studio del popolo San dell'Africa meridionale per la sua tesi.
Ci fu poco sviluppo nella ricerca del "comunismo primitivo" tra gli studiosi marxisti al di là dello studio di Engels fino al XX e XXI secolo, quando Ernest Mandel, Rosa Luxemburg, Ian Hodder, Marija Gimbutas e altri ripresero e svilupparono le tesi originali. Gli studiosi non marxisti di preistoria e storia antica non prendevano sul serio il termine, sebbene fosse occasionalmente utilizzato e spesso respinto. Il termine comunismo primitivo apparve per la prima volta negli studiosi russi alla fine del XIX secolo, con riferimenti al comunismo primitivo esistente nell'antica Creta. Tuttavia, non è stata oggetto di ricerche approfondite fino al 20º secolo, con lavori come quello dell'etnografo Dmitry Konstantinovich Zelenin, che ha esaminato le società non appartenenti ai cacciatori-raccoglitori all'interno dell'Unione Sovietica per identificare i resti del comunismo primitivo all'interno delle loro società.
La convinzione del comunismo primitivo basata sul lavoro di Morgan è errata a causa delle incomprensioni di Morgan sulla società Haudenosaunee e della sua teoria dell'evoluzione sociale, da allora provata, errata. Ricerche successive e più accurate si sono concentrate sulle società di cacciatori-raccoglitori e sugli aspetti di tali società in relazione alla proprietà della terra, alla proprietà comunitaria, alla criminalità e alla giustizia. Una nuova definizione di comunismo primitivo potrebbe essere riassunta come società che praticano la cooperazione economica tra i membri della loro comunità, dove quasi ogni membro di una comunità ha il proprio contributo alla società e la terra e le risorse naturali sono spesso condivise pacificamente tra la comunità.
Dal XX secolo in poi, sociologi e archeologi hanno esaminato l'applicazione del termine di comunismo primitivo alle società di cacciatori-raccoglitori del paleolitico fino alle società orticole del Calcolitico, comprese le società paleoamericane del litico fase attraverso il periodo arcaico. Gli archeologi sovietici, influenzati dalle opere di Morgan ed Engels, interpretarono le varie culture paleolitiche che crearono figure di Venere, molte delle quali furono trovate nell'Unione Sovietica negli anni '20 e '30, come prova che le società erano primitive comuniste e di natura matriarcale. Lo psicoanalista Wilhelm Reich concluse nel 1931 l'esistenza di un primo comunismo dalle informazioni nel lavoro di Bronisław Malinowski. Tuttavia, Malinowski e il filosofo Erich Fromm non hanno ritenuto convincente questa conclusione. Ernest Borneman ha sostenuto le idee di Reich nel suo lavoro del 1975 Das Patriarchat.

## Società comuniste primitive

### Caratteristiche

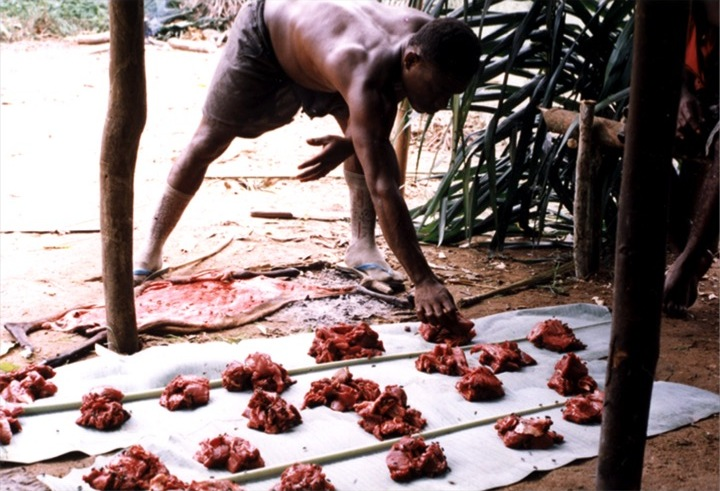
Cacciatore-raccoglitore Mbendjele condivide la carne

In una società comunista primitiva, le forze produttive sarebbero state costituite da tutte le persone abili impegnate nell'ottenere cibo e risorse dalla terra, e tutti avrebbero condiviso ciò che veniva prodotto dalla caccia e dalla raccolta. Non ci sarebbe proprietà privata, che si distingue dalla proprietà personale come capi di abbigliamento e oggetti personali simili, perché la società primitiva non produceva eccedenze; ciò che si produceva si consumava rapidamente e questo perché non esisteva alcuna divisione del lavoro, quindi le persone erano costrette a lavorare insieme. Le poche cose che sono esistite per un certo periodo di tempo - i mezzi di produzione (attrezzi e terreni), abitazioni - erano tenuti in comune. Secondo Engels, in associazione con la residenza matrilocale e la discendenza matrilineare, il lavoro riproduttivo era condiviso. Ci sarebbe stata anche una mancanza di stato.
L'addomesticamento di animali e piante dopo la rivoluzione neolitica attraverso la pastorizia e l'agricoltura, e la successiva rivoluzione urbana, furono visti come il punto di svolta dal comunismo primitivo alla società di classe, poiché questa transizione fu seguita dalla comparsa della proprietà privata e della schiavitù, con la disuguaglianza che ciò comporta. Inoltre, parti della popolazione iniziarono a specializzarsi in diverse attività, come la produzione, la cultura, la filosofia e la scienza che portarono in parte alla stratificazione sociale e lo sviluppo delle classi sociali.
Le società di cacciatori-raccoglitori egualitarie e comuniste sono state studiate e descritte da molti noti antropologi sociali tra cui James Woodburn, Richard Borshay Lee, Alan Barnard e Jerome Lewis. Antropologi come Christopher Boehm, Chris Knight e Lewis offrono resoconti teorici per spiegare come gli assetti sociali comunisti e decisamente egualitari possano essere emersi nel passato preistorico. Nonostante le differenze di enfasi, questi e altri antropologi seguono Engels nel sostenere che il cambiamento evolutivo - la resistenza al dominio sessuale e politico in stile primate - culminò alla fine in una transizione rivoluzionaria. Lee critica il pregiudizio di lunga data della cultura mainstream e dominante contro l'idea del comunismo primitivo, deridendo "l'ideologia borghese [che] vorrebbe farci credere che il comunismo primitivo non esiste. Nella coscienza popolare è accomunato al romanticismo, all'esotismo: il buon selvaggio."
I giornali hanno sostenuto che la rappresentazione dei cacciatori-raccoglitori come egualitari è fuorviante. Secondo un articolo pubblicato su Current Anthropology, mentre i livelli di disuguaglianza erano bassi, erano ancora presenti, con il gruppo medio di cacciatori-raccoglitori che aveva un coefficiente di Gini di 0,25 (per confronto, questo è stato raggiunto dalla nazione della Danimarca nel 2007). Questo argomento è in parte sostenuto da Alain Testart e altri, i quali hanno affermato che una società senza proprietà non è esente da problemi di sfruttamento, di dominio o di guerre. Marx ed Engels, tuttavia, non hanno sostenuto che il comunismo abbia portato all'uguaglianza, poiché secondo loro l'uguaglianza era un concetto senza connessione nella realtà fisica. Testart sostiene le osservazioni di Engels secondo cui le società senza surplus sono economicamente egualitarie e, viceversa, le società con surplus sono disuguali.
Arnold Petersen ha utilizzato l'esistenza del comunismo primitivo per argomentare contro l'idea che il comunismo vada contro la natura umana. Hikmet Kıvılcımlı nel suo The Thesis of History sosteneva che nelle società precapitaliste, la principale dinamica del cambiamento storico "non era la lotta di classe all'interno della società, ma piuttosto la forte azione collettiva" dei valori egualitari e collettivisti della "società socialista primitiva".

### Esempi di società

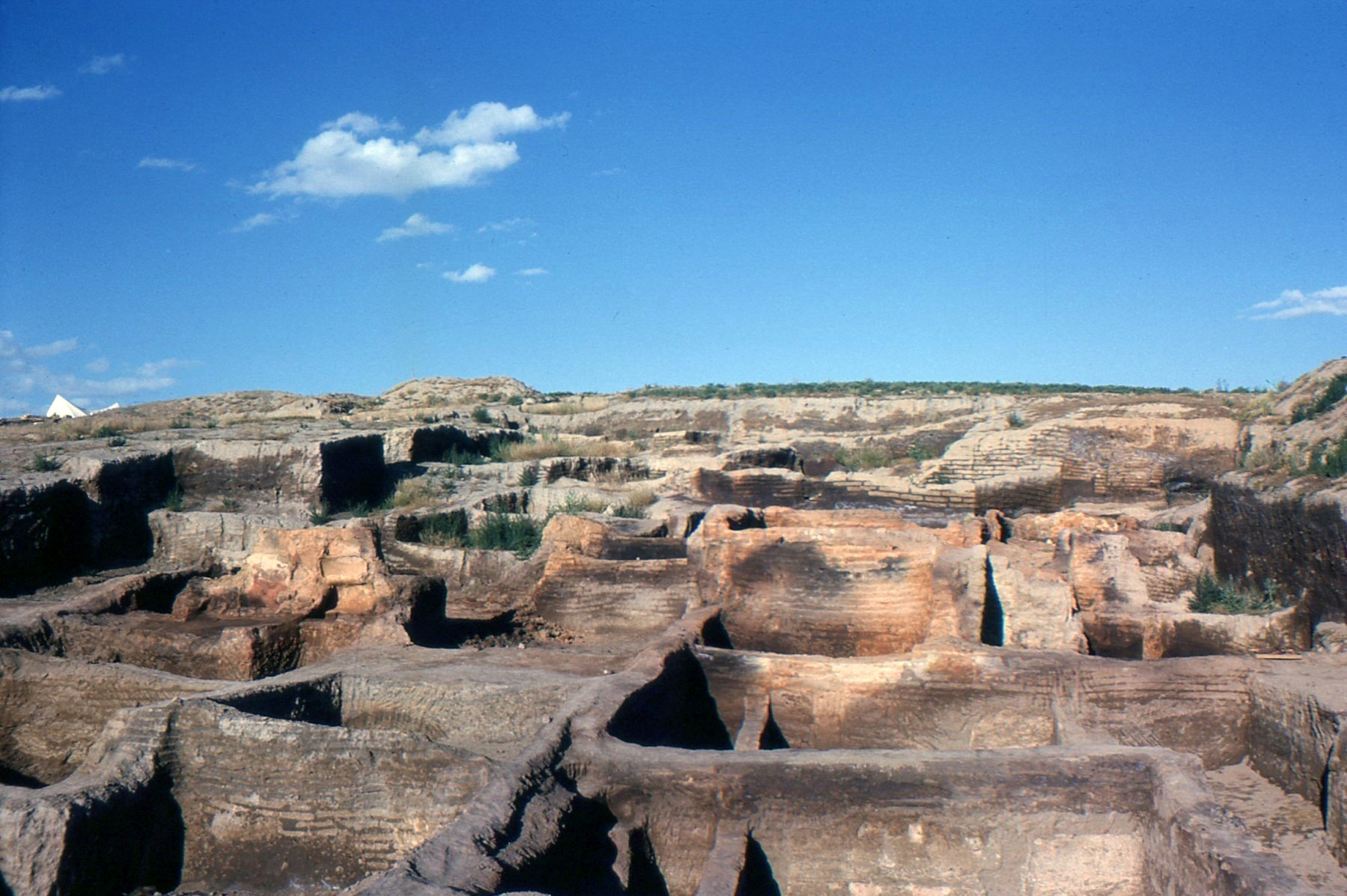
Çatalhöyük dopo i primi scavi

A causa della forte evidenza di una società egualitaria, mancanza di gerarchia e mancanza di disuguaglianza economica, lo storico Murray Bookchin ha sostenuto che Çatalhöyük era un primo esempio di anarco-comunismo, e quindi un esempio di comunismo primitivo in una proto-città (un grande e denso insediamento neolitico che si distingue in gran parte da una città per la sua mancanza di pianificazione e governo centralizzato). Tuttavia, altri ancora usano Çatalhöyük come esempio che confuta il concetto di comunismo primitivo. Allo stesso modo è stato affermato che la civiltà della valle dell'Indo è un esempio di società comunista primitiva a causa della sua percepita mancanza di conflitti e gerarchie sociali. Daniel Millere e altri sostengono che una tale valutazione della civiltà della valle dell'Indo non è corretta.
L'archeologo marxista V. Gordon Childe ha effettuato scavi in Scozia dagli anni '20 e ha concluso che esisteva una società neolitica senza classi che arrivava fino alle Isole Orcadi. Questo è stato sostenuto da Perry Anderson, che ha sostenuto che il comunismo primitivo era prevalente nell'Europa occidentale pre-romana. Descrizioni di tali società sono presenti anche nelle opere di autori classici.
Gli studiosi biblici hanno anche sostenuto che il modo di produzione visto nella prima società ebraica era un modello domestico comunitario che era simile al comunismo primitivo. Claude Meillassoux ha commentato come il modo di produzione visto in molte società primitive sia quello domestico comunista.
Il politico comunista indiano Shripad Amrit Dange considerava l'antica società indiana di natura comunista primitiva. Anche altri comunisti all'interno dell'India hanno etichettato le società degli attuali gruppi indigeni, come gli Adivasi, come esempi di comunismo primitivo. Nello studio di Alfred Radcliffe-Brown sugli Andamanesi all'inizio del XX secolo, commenta che hanno "usanze che si traducono in un approccio al comunismo" e "la loro politica interna può essere descritta come un comunismo".
Alexander Mikhailovich Zolotarev [ru], nel suo lavoro del 1960 sullo sviluppo delle comunità di culto religioso dalle comunità tribali nei Balcani, ha parlato del comunismo primitivo della "forma arcaica del sistema tribale".
Rolf Jensen negli anni '80 ha condotto uno studio storico della società Wolof nell'Africa occidentale osservando lo sviluppo degli antagonismi di classe da una società comunista primitiva. Sempre negli anni '80, Bourgeault ha esaminato la transizione forzata delle società indigene in Canada dalle loro strutture tradizionali, che erano di natura anarchica e comunista, allo sfruttamento capitalista dovuto all'invasione dell'imperialismo e del colonialismo. Tale area di interesse è stata un argomento di ricerca comune per molti campi oltre ai soli studiosi marxisti. Alcuni antropologi, come John H. Moore, hanno continuato a sostenere che società come quelle dei nativi americani costituiscono società comuniste primitive, pur riconoscendo e incorporando la ricerca che mostra la complessità e la diversità nelle società dei nativi americani.
James Connolly credeva che il "comunismo primitivo gaelico" esistesse nei resti della società irlandese dopo che "era quasi completamente scomparso" da gran parte dell'Europa occidentale. Le comuni agrarie del sistema rundale in Irlanda sono state successivamente valutate utilizzando una struttura del comunismo primitivo, in cui il sistema corrisponde alla definizione di Marx ed Engels.
Teorici e antropologi sovietici, come Lev Sternberg, consideravano alcuni dei gruppi indigeni della Siberia e dell'estremo oriente russo (come i Nivkh) di natura comunista primitiva.

## Critica

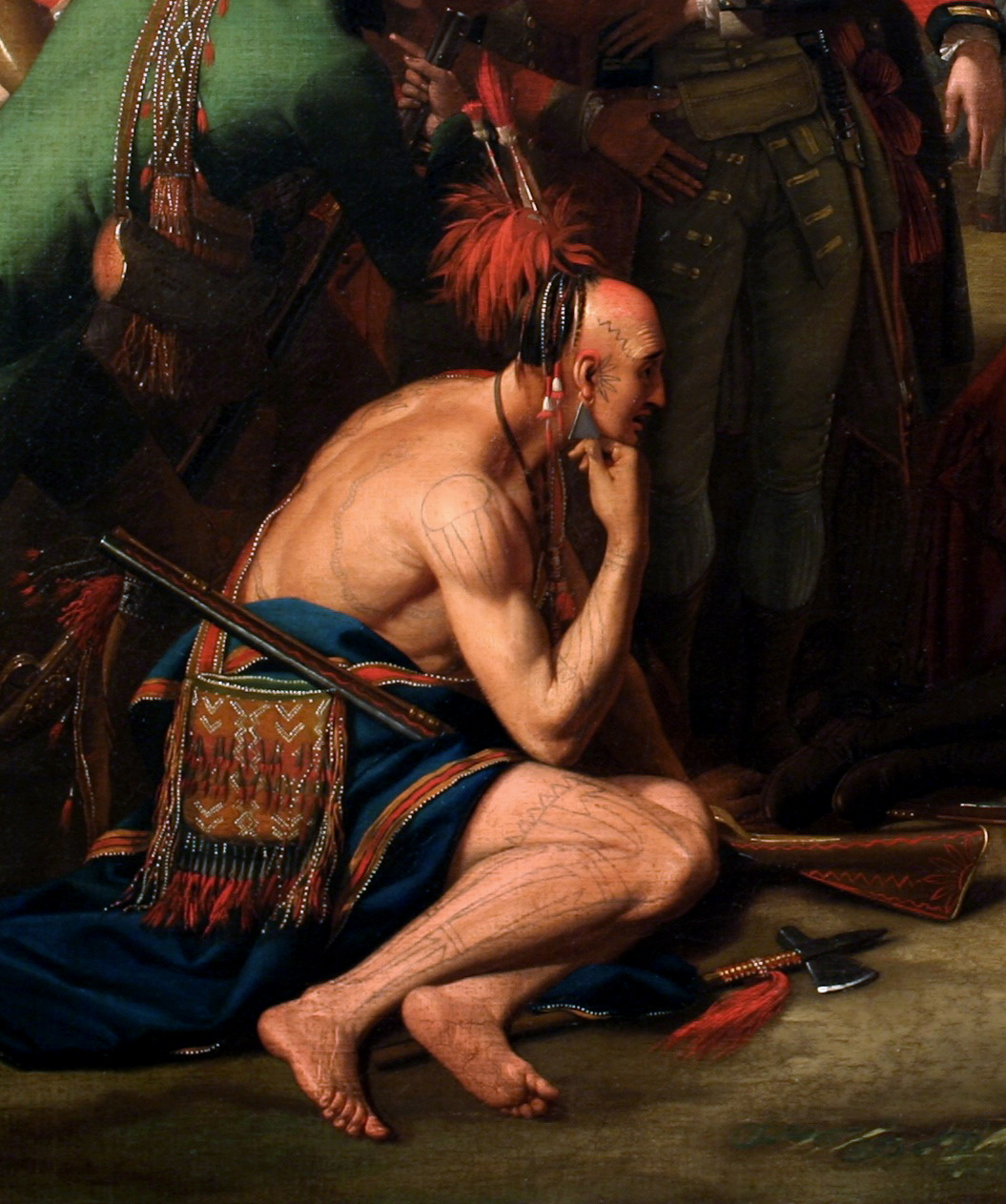
Un dettaglio del dipinto storico neoclassico di Benjamin West, La morte del generale Wolfe (1771), raffigurante un indigeno americano idealizzato. Un esempio della romanticizzazione delle popolazioni indigene e non occidentali.

La critica all'idea di comunismo primitivo si riferisce alle definizioni di proprietà, in cui antropologi come Margaret Mead sostengono che la proprietà privata esiste nelle società di cacciatori-raccoglitori e in altre "società primitive", ma forniscono esempi che Marx e i successivi teorici etichettano come proprietà personale, non proprietà privata. Argomenti simili sono stati fatti da altri accademici, come l'economista Richard Pipes. L'idea è stata anche criticata da altri antropologi per essere basata sul modello evolutivo della società di Morgan e per romanticizzare le società non occidentali.
Studiosi occidentali e non occidentali hanno criticato l'applicazione di modelli troppo etnocentricamente europei a società non europee. Gli studiosi occidentali, tra cui Leacock, hanno anche criticato il punto di vista etnocentrico e i pregiudizi nella precedente ricerca etnografica sulle società di cacciatori-raccoglitori. Questo è simile alla critica di aderire allo stadialismo nell'analisi delle culture. Le studiose femministe hanno criticato l'idea della mancanza di sottomissione delle donne suggerita dalle opere di Engels, mentre le femministe marxiste sono state critiche e hanno rivalutato le idee e i suggerimenti di Engels in L'origine della famiglia in relazione allo sviluppo della sottomissione delle donne nel passaggio dal comunismo primitivo alla società di classe.
L'economista marxista Ernest Mandel ha criticato la ricerca degli studiosi sovietici sul comunismo primitivo a causa dell'influenza dell'"ideologia marxista sovietica" nel loro lavoro di scienze sociali.
The Dawn of Everything di David Graeber e David Wengrow sfida l'idea che gli esseri umani siano mai vissuti in società precarie e su piccola scala con poco o nessun surplus. Mentre forniscono esempi di condivisione di società egualitarie nella preistoria, affermano che un'enorme varietà di società complesse (alcune con grandi città) esisteva molto prima delle presunte rivoluzioni agricole e poi urbane proposte da V. Gordon Childe. La comprensione di Graeber e Wengrow delle società di cacciatori-raccoglitori è stata, tuttavia, messa in discussione da altri antropologi.
L'antropologo Manvir Singh ha sostenuto che, mentre gli indigeni Aché del Paraguay erano comunisti primitivi, in quanto "i cacciatori avevano poco controllo sulle distribuzioni", questo non si applicava "per gli Hiwi. Quando la carne arrivava in un villaggio Hiwi, la famiglia del cacciatore teneva per sé un lotto più grande, distribuendo misere quantità di carne ad altre 36 famiglie." Singh ha anche notato che la maggior parte dei cacciatori-raccoglitori sono "meno comunisti degli Aché. Quando esaminiamo le società di raccoglitori, ad esempio, scopriamo che i cacciatori in molte comunità godevano di diritti speciali". come conservare trofei e consumare determinati cibi prima di condividerli. Per quanto riguarda l'affermazione secondo cui i cacciatori-raccoglitori non avevano proprietà privata, Singh ha osservato che "tutti i cacciatori-raccoglitori avevano proprietà privata, anche gli Aché. I singoli Aché possedevano archi, frecce, asce e utensili da cucina. Le donne possedevano la frutta che raccoglievano. Lorna Marshall, che ha trascorso anni a vivere con i !Kung del Kalahari, ha riferito che una volta un uomo è stato ucciso per aver preso del miele."
L'uso del termine "comunismo" per descrivere queste società è stato messo in discussione se confrontato con un futuro comunismo postindustriale, in particolare in relazione alla differenza di scala dai piccoli gruppi comunali alla dimensione dei moderni stati-nazione.

### Uso del termine "primitivo"
"Primitivo" nei recenti studi antropologici e sociali ha cominciato a cadere in disuso a causa degli stereotipi razziali che circondano le idee di ciò che è primitivo. Tale mossa è stata sostenuta dalle popolazioni indigene che hanno dovuto affrontare stereotipi razziali e violenze perché considerate "primitive". A causa di ciò, il termine "comunismo primitivo" può essere sostituito da termini come comunismo pre-marxista.
Alain Testart e altri hanno affermato che gli antropologi dovrebbero fare attenzione quando utilizzano la ricerca sulle attuali società di cacciatori-raccoglitori per determinare la struttura delle società nel paleolitico, dove considerare le attuali comunità di cacciatori-raccoglitori come "la più antica delle cosiddette società primitive" è probabilmente a causa di apparenze e percezioni e non riflette il progresso e lo sviluppo che tali società hanno subito negli ultimi 10.000 anni.
Ci sono stati storici marxisti criticati per i loro commenti sul "primitivismo" e la "barbarie" delle società prima del loro contatto con gli imperi europei, come i commenti di Endre Sík. Tali opinioni sul "primitivismo" e sulla "barbarie" sono prevalenti anche nelle opere dei loro contemporanei non marxisti. Gli antropologi marxisti hanno criticato e denunciato antropologi e storici sovietici per aver dichiarato le comunità indigene che stavano studiando per il comunismo primitivo come "degenerate".